# Mauro Jöhri
Le père Mauro Jöhri, né le 1er septembre 1947 à Bivio en Suisse dans les Grisons, est un prêtre capucin et professeur de théologie suisse. Il fut ministre général de son ordre de 2006 à 2018.

## Biographie
Mauro Jöhri naît dans un village de montagne de la partie romanche des Grisons et qui est le seul de cette zone à posséder une école primaire dont l'enseignement s'effectue en italien et en allemand. Il poursuit ses études secondaires à Faido dans le Tessin au petit séminaire des capucins. Il entre en 1964 au noviciat des capucins et étudie la théologie au couvent capucin de Soleure. Après son ordination sacerdotale en 1972, il continue ses études à Fribourg, Tübingen en Allemagne et à Lucerne, où il obtient en 1980 sa promotion de doctorat grâce à une thèse sur la théologie de la Croix, dans l'œuvre de Hans Urs von Balthasar. Il demeure ensuite au couvent de la Madonna del Sasso, près de Locarno, en tant que gardien (c'est-à-dire supérieur du couvent) en enseignant à l'école cantonale. Le P. Jöhri enseigne pendant une dizaine d'années la dogmatique et la théologie fondamentale à la Haute école de théologie de Coire, puis la théologie à l'université de Lugano. Le P. Jöhri s'exprime couramment depuis sa jeunesse en romanche, italien, français et allemand et a appris l'anglais.
En 1995, il est élu ministre provincial de la province capucine de Suisse, tout en étant président de l'union des supérieurs des congrégations de Suisse. Il fait partie en 2004 de la commission chargée de la révision des constitutions des capucins et suit une session de recyclage à l'institut de formation humaine de Montréal. En 2005, il est réélu à la tête de la province de Suisse, mais le 4 septembre 2006 il est élu comme ministre général de l'ordre des Frères mineurs capucins, qui compte alors environ dix mille membres, et s'installe à Rome. Il partage son temps dans la visite des différentes provinces de son ordre dans le monde entier. Après l'élection de son successeur en 2018, le P. Roberto Genuin, il retourne au couvent de la Madonna del Sasso. En 2018, la province de Suisse des capucins comptait encore 90 membres.

## Publications
- Descensus Dei: teologia della croce nell'opera di Hans Urs von Balthasar. Rome : Libr. Ed. della Pontificia Univ. Lateranense 1981 (thèse, Lucerne, 1980)
- Hans Urs von Balthasar (1905-1988). Eine katholische „dialektische Theologie“. In: Stephan Leimgruber et Max Schoch (éd.): Gegen die Gottvergessenheit: Schweizer Theologen im 19. und 20. Jahrhundert. Bâle : Herder 1990, pp. 420–439